# Episodi di Breaking Bad (seconda stagione)
La seconda stagione della serie televisiva Breaking Bad, composta da tredici episodi, è stata trasmessa in prima visione negli Stati Uniti d'America dall'emittente AMC dall'8 marzo al 31 maggio 2009.
In questa stagione vengono introdotti tre nuovi personaggi principali: Saul Goodman, Gus Fring e Mike Ehrmantraut, interpretati rispettivamente da Bob Odenkirk, Giancarlo Esposito e Jonathan Banks. In più, le sequenze di apertura di alcuni episodi sono alquanto curiose: l'episodio Nero e azzurro si apre con una banda di suonatori messicani (Los Cuates de Sinaloa) che canta una narcocorrido che parla delle vicende di Heisenberg e del cartello messicano; gli episodi Tutto cambia ("Seven Thirty Seven"), Giù ("Down"), Game Over ("Over") e Albuquerque ("ABQ"), invece, si aprono con delle scene in bianco e nero che hanno come protagonista e unico elemento a colori un peluche rosa senza un occhio che galleggia nella piscina di casa White. La sequenza di questi episodi, che in lingua originale forma la frase "Seven Thirty-Seven down over ABQ" (737 giù sopra Albuquerque), è riferita al disastro aereo che avviene nell'ultimo episodio della stagione.
In Italia è andata in onda su AXN dal 3 giugno al 29 agosto 2010, mentre in chiaro è stata trasmessa dal 22 novembre 2010 al 7 marzo 2011 su Rai 4, con una pausa nella programmazione durante il periodo natalizio.
| nº | Titolo originale   | Titolo italiano             | Prima TV USA   | Prima TV Italia |
| -- | ------------------ | --------------------------- | -------------- | --------------- |
| 1  | Seven Thirty-Seven | Tutto cambia                | 8 marzo 2009   | 3 giugno 2010   |
| 2  | Grilled            | Grigliato                   | 15 marzo 2009  | 10 giugno 2010  |
| 3  | Bit by a Dead Bee  | Punto da un'ape morta       | 22 marzo 2009  | 17 giugno 2010  |
| 4  | Down               | Giù                         | 29 marzo 2009  | 24 giugno 2010  |
| 5  | Breakage           | Una pistola per Jesse       | 5 aprile 2009  | 1º luglio 2010  |
| 6  | Peekaboo           | Una lezione indimenticabile | 12 aprile 2009 | 8 luglio 2010   |
| 7  | Negro y Azul       | Nero e azzurro              | 19 aprile 2009 | 15 luglio 2010  |
| 8  | Better Call Saul   | Conviene chiamare Saul      | 26 aprile 2009 | 22 luglio 2010  |
| 9  | 4 Days Out         | 4 giorni fuori              | 3 maggio 2009  | 1º agosto 2010  |
| 10 | Over               | Game Over                   | 10 maggio 2009 | 8 agosto 2010   |
| 11 | Mandala            | Mandala                     | 17 maggio 2009 | 15 agosto 2010  |
| 12 | Phoenix            | Phoenix                     | 24 maggio 2009 | 22 agosto 2010  |
| 13 | ABQ                | Albuquerque                 | 31 maggio 2009 | 29 agosto 2010  |

## Tutto cambia
- Titolo originale: Seven Thirty-Seven
- Diretto da: Bryan Cranston
- Scritto da: J. Roberts

### Trama
La scena iniziale è in bianco e nero con un unico oggetto colorato: un orsacchiotto mezzo bruciato, con l'occhio sinistro staccato, galleggia nella piscina del giardino di Walter, mentre in lontananza si sentono delle sirene.
Dopo aver completato l'affare con Tuco nello sfasciacarrozze e realizzato quanto sia violento e fuori di testa, Walter calcola che avrà bisogno di 737.000 dollari per garantire il totale benessere della sua famiglia e pagarsi le cure. Subito dopo la macchina di Tuco torna indietro: No-Doze è infatti morto a causa dei calci e pugni ricevuti e Tuco ordina a suo cognato Gonzo di occultare il cadavere sotto una pila di carcasse di auto. Tornato a casa, Walt scarica la sua paura cercando di fare l'amore con Skyler, ma viene respinto.
Una notte Jesse vede l'auto di Tuco nei dintorni della sua abitazione e riceve numerose chiamate mute: pensando che lui e Walt siano nel mirino di Tuco, compra una pistola per ucciderlo. Nel frattempo, Steve Gomez mostra a Hank un filmato di sorveglianza del deposito dove Walt e Jesse hanno rubato la metilammina: i due deducono che i responsabili preparino la meth con un nuovo metodo.
Mentre Skyler continua ad ignorare le chiamate di Marie, anche Walt entra in paranoia dopo aver visto un SUV nero parcheggiato poco più avanti rispetto a casa sua e passa un'intera notte appostato alla finestra. Lui e Jesse cominciano a sospettare della lealtà di Tuco e provano a giocare in anticipo: Jesse vuole semplicemente sparargli, ma Walt ha un'idea migliore e prepara della ricina: un veleno letale nel giro di 24-48 ore e quasi irrintracciabile dal medico legale. L'intenzione di Walt è aggiungere la ricina alla normale ricetta della meth blu e poi consegnare la dose avvelenata direttamente a Tuco, sapendo che quest'ultimo è così incauto da "tirare" qualsiasi prodotto gli venga offerto. Hank visita Skyler e le chiede di riallacciare i rapporti con Marie, sostenendola per il suo problema di cleptomania: Skyler si infuria e dice che nonostante sia lei ad essere in una difficilissima situazione personale, famigliare ed economica, Marie voglia sempre essere al centro dell'attenzione.
Il panico di Walt e Jesse aumenta quando una sera Hank invia a Walt una foto del cadavere di Gonzo, alla discarica: i due credono Tuco abbia ucciso anche lui. In realtà Hank e la polizia, guardando meglio, scoprono che Gonzo è morto dopo essere stato accidentalmente schiacciato da una macchina, nel tentativo di spostare il cadavere di No-Doze per dargli sepoltura. Walter e Jesse però non lo sanno e si convincono di essere il prossimo obiettivo: Jesse decide di allontanarsi da Albuquerque portando con sé i suoi soldi, mentre Walt prende la pistola e corre a casa, preoccupato per la sorte dei suoi cari. Walt nasconde la pistola e si avvicina a Skyler nella vasca da bagno, ma è talmente sconvolto da non dire una parola; subito dopo riceve una chiamata al cellulare e vede l'auto di Jesse davanti a casa. Quando Walt arriva di fianco allo sportello della macchina, dal sedile posteriore spunta Tuco con una pistola e lo costringe a salire.
- Guest star: Raymond Cruz (Tuco Salamanca), Steven Michael Quezada (Steven Gomez).
- Altri interpreti: Cesar Garcia (No-Doze), Jesus Payan (Gonzo), Isaac Kappy (Detenuto della DEA), Ryan Scott Lee (Bambino), Vic Browder (Detective Ricky).

## Grigliato
- Titolo originale: Grilled
- Diretto da: Charles Haid
- Scritto da: George Mastras

### Trama
Dopo aver stretto la morsa intorno all'organizzazione di Tuco, irrompendo nel suo quartier generale e arrestando alcuni suoi uomini, Hank e la DEA sono alla ricerca del pericoloso boss, che non è stato trovato. Hank quindi motiva i colleghi nonostante sia convinto che Tuco sia ormai scappato in Messico, essendo connesso ad un cartello messicano. Subito dopo Hank si prende un po' di tempo libero per cercare Walt e va a casa dei cognati, dove un detective interroga una preoccupata Skyler sulla scomparsa del marito: la donna rivela che recentemente Walt era molto turbato e riferisce della telefonata che aveva ricevuto la sera prima. In privato, Hank confessa al detective di non aver trovato traccia della chiamata sul telefono di Walt, segno che quest'ultimo ha un secondo cellulare. Skyler e Marie distribuiscono in giro foto di Walt.
Walt e Jesse, dopo essere stati rapiti da Tuco, vengono portati in una baracca isolata nel deserto dove vive suo zio Hector, costretto in sedia a rotelle e non in grado di parlare. Dopo aver chiesto a Walt e Jesse se avessero confessato alla polizia, Tuco rivela di essere ricercato dalla DEA e pensa che Gonzo lo abbia tradito. Inoltre mette al corrente i due prigionieri che i suoi cugini li andranno a prendere per portarli in Messico, dove cucineranno per lui. Jesse prova a far prendere a Tuco la droga con la ricina, senza successo. 
Nel frattempo, a casa White si discute delle possibili piste da seguire: dopo aver rivelato a Skyler la possibilità che Walt abbia un secondo cellulare, Marie ricorda che Walt fumasse marijuana, e suggerisce a Hank di chiedere notizie al suo "spacciatore", ovvero Jesse Pinkman. Hank prova a rintracciarlo, prima chiedendo informazioni a sua madre e poi seguendo l'antifurto satellitare della sua auto. 
Nel deserto, Walt tenta di avvelenare la fajita di Tuco con la ricina ma viene visto dallo zio, che tramite il suo campanello prova ad avvertire il nipote che i due prigionieri stanno tramando qualcosa: dopo un po' Tuco capisce i segnali dello zio, si altera e trascina fuori Jesse per ucciderlo. A quel punto Walt rivela di aver tentato di avvelenarlo, facendo sì che Tuco distolga lo sguardo da Jesse e permettendo a quest'ultimo di colpirlo in faccia con una pietra. Nella colluttazione che segue, Jesse riesce a sottrarre la pistola a Tuco e sparargli nel fianco: i due decidono di lasciarlo morire dissanguato e dileguarsi. Ma mentre sono in partenza, vedono arrivare un'auto e si nascondono: è Hank, che aveva rintracciato la Chevrolet Monte Carlo di Jesse tramite l'antifurto. Walt e Jesse, nascosti poco lontano, assistono allo scontro a fuoco tra Hank e Tuco: dopo un fitto scambio di colpi tra i due, Hank prende la mira e uccide Tuco con un colpo alla testa.
- Guest star: Raymond Cruz (Tuco Salamanca), Tess Harper (Mrs. Pinkman), Mark Margolis (Don Hector Salamanca), Steven Michael Quezada (Steven Gomez), Nigel Gibbs (Detective Tim Roberts).
- Altri interpreti: Dana Cortez (Reporter).

## Punto da un'ape morta
- Titolo originale: Bit by a Dead Bee
- Diretto da: Terry McDonough
- Scritto da: Peter Gould

### Trama
Lasciata la baracca di Tuco, Walt e Jesse attraversano il deserto a piedi, dopodiché si dividono e iniziano a mettere in atto un piano per spiegare la loro assenza: Walt va in un supermercato, si spoglia completamente ed inizia a camminare tra i corridoi, fingendosi in stato confusionale. 
Walt viene ricoverato a causa di una perdita di memoria che non gli consente di ricordare dove ha trascorso gli ultimi giorni, ma la situazione non convince i medici, i quali non riscontrano alcun problema neurologico o comunque correlato al suo cancro. Walt apprende che non potrà uscire dall'ospedale fino a quando non verrà accertata la causa del suo incidente, e viene quindi programmata una perizia psichiatrica. Intanto Jesse, ricercato dalla polizia a causa della presenza della sua auto da Tuco, torna a casa sua con Badger per trasferire il laboratorio dal seminterrato al camper, che viene portato in un deposito di auto del cugino di Badger. Inoltre Jesse chiede all'amico di segnalare anonimamente la sua presenza in un motel: qualche ora più tardi il ragazzo viene prelevato dalla DEA.
Jesse viene interrogato da Hank e Gomez, ai quali dichiara di aver trascorso l'intero weekend chiuso in una stanza con una prostituta e di non essersi accorto della sparizione della sua auto. I due non credono alla versione e sostengono che Jesse fosse in affari con Tuco e avesse avuto a che fare con il colpo di pistola a lui inferto; inoltre il ragazzo è costretto a negare di essere il proprietario dei 68.000 dollari trovati nella sua auto, che vengono quindi sequestrati dalla DEA. Hank e Gomez interrogano anche la prostituta, ma questa conferma le parole di Jesse e addirittura accusa Hank di essere un pervertito, in quanto credeva che volesse presentargli Walter Jr come cliente quando lo aveva portato in un quartiere di drogati per spaventarlo (ep. Conseguenze radicali, prima stagione). Nel frattempo Walt, durante il colloquio con lo psichiatra, sfruttando il principio del segreto professionale, racconta che la sua amnesia era una completa messinscena, dovuta alla voglia di evadere dai problemi di casa sua. Questa è una bugia, ma permette a Walt di evitare una lunga permanenza nell'ospedale.
Per far smascherare le bugie di Jesse, Hank prova a farlo identificare da Hector Salamanca, lo zio di Tuco. Jesse cerca di giocare d'anticipo dicendo che il vecchio non è lucido, ma delle domande della polizia confermano la sua piena lucidità, che potrebbe mettere nei guai il giovane (e di conseguenza Walt). Tuttavia Hector è "vecchia scuola" e si rifiuta di collaborare con le autorità in qualunque circostanza, quindi la DEA è costretta a rilasciare Jesse. Quella sera, Jesse chiama Walt da una cabina telefonica informandolo della riuscita del piano, ma anche della perdita di tutti i suoi soldi, e Walt manifesta l'intenzione di continuare a cucinare. Di notte, dopo essersi ricordato di aver lasciato i soldi e la pistola in una scatola a casa, Walt vi si reca di nascosto per nasconderli nuovamente, e poi fa ritorno all'ospedale in bus. 
Il giorno dopo Hank (festeggiato da tutti i colleghi) viene a sapere che la metanfetamina blu trovata da Tuco è stata cucinata a partire da metilammina ed è pura quanto quella trovata nell'auto di Krazy-8, quindi ipotizza che i ladri di metilammina fossero anche i produttori di entrambi i trafficanti. Walt intanto viene dimesso dall'ospedale e Skyler gli chiede dell'esistenza del secondo cellulare, scoperto da Hank: il chimico però nega qualsiasi cosa, insospettendo la moglie. 
- Guest star: Mark Margolis (Don Hector Salamanca), Harry Groener (Dr. Chavez), Michael Shamus Wiles (Agente George Merkert), Matt L. Jones (Badger), Tom Kiesche (Clovis), Steven Michael Quezada (Steven Gomez).
- Altri interpreti: David House (Dr. Delcavoli), Julia Minesci (Wendy), Todd Terry (Agente Austin Ramey), Christopher Dempsey (Medico), Kat Sawyer-Young (Dr. Soper), Sheran Keyton (infermiera di Hector), David Priemazon (Agente della DEA), Ramsey Williams (Lucy).

## Giù
- Titolo originale: Down
- Diretto da: John Dahl
- Scritto da: Sam Catlin

### Trama
Nel prologo, in bianco e nero, l'orsacchiotto della prima puntata viene ripescato dalla piscina di Walt da un uomo in tuta protettiva, inserito in una busta per le prove e sistemato sul bordo della piscina insieme ad altri oggetti comuni.
Jesse, trovatosi senza auto, raggiunge in moto un supermercato, dove incontra brevemente Walt per discutere delle prossime mosse: i due decidono di non vedersi e sentirsi finché non si calmano le acque, e in seguito riprendere a cucinare, inoltre Walt consegna a Jesse una busta contenente 600 dollari. La mattina dopo Walt cerca di smorzare la tensione in famiglia preparando una colazione abbondante per tutti; subito dopo Walt ritorna a parlare a Skyler del secondo telefono, affermando che ciò che lei aveva sentito in bagno qualche giorno prima era una sveglia e non la suoneria. Ma mentre sta ancora parlando, la moglie incredula esce di casa con l'auto per poi tornare molte ore dopo senza annunciare dove sia stata.
Jesse viene convocato dall'avvocato dei genitori, legittimi proprietari della casa in cui abita, che lo sfrattano in quanto hanno scoperto il laboratorio allestito nello scantinato: Jesse quindi deve lasciare la casa, pena l'allertamento delle autorità. Due giorni dopo la madre del ragazzo si presenta nell'abitazione per svuotarla dei mobili: Jesse a questo punto va in escandescenza e chiude i rapporti con la sua famiglia, inoltre chiama più volte Walt per chiedergli la metà dei guadagni della loro attività illecita, ma questi rifiuta e gli dice di non chiamarlo più. A questo punto Jesse cerca di stare per qualche giorno da un suo vecchio amico, Paul, sposato e con un figlio, con il pretesto della disinfestazione: la moglie di Paul, però, non sembra gradire il nuovo ospite, per cui l'uomo è costretto a chiedere a Jesse di andare altrove. Jesse chiede ospitalità ad altri amici usando un telefono pubblico, ma nel frattempo gli viene rubata la moto. Esaurite tutte le possibilità, decide di recarsi nel deposito in cui si trova il camper, e nel farlo finisce in un bagno chimico inzuppandosi di disinfettante: raggiunge il camper in lacrime e passa la notte al suo interno.
Skyler continua a uscire di casa senza dire nulla a Walt, che allora decide di passare del tempo con il figlio facendogli lezione di guida, con scarsi risultati. Intanto Jesse viene scoperto dal padrone del deposito e si vede costretto a promettergli 1750 dollari invece di 1500 per i costi di riparazione e parcheggio del camper: il padrone però non vuole saperne nulla, caccia il ragazzo dalla proprietà e cerca immediatamente di vendere l'attrezzatura del laboratorio ad un suo conoscente. Tuttavia Jesse scavalca la rete del deposito e scappa a bordo del camper, sfondando la recinzione.
Walt e Skyler cercano di salvare il proprio rapporto, ma senza un esito preciso: Walt si limita a dire che lui ama la sua famiglia e che vuole solo il bene per loro, giurando di non essere impegnato in una relazione extraconiugale; Skyler allora pretende di sapere cosa le stia nascondendo Walt, che però non vuole confessare i suoi segreti e ignora la richiesta. Di conseguenza Skyler esce di casa per l'ennesima volta e Walt, mentre la rincorre, nota il camper parcheggiato poco lontano: entrato nel camper inizia a inveire su Jesse, dando vita a una colluttazione. Dopo un po', però, i due soci si calmano e Walt fa entrare Jesse in casa sua, dandogli i soldi che gli spettano. A fine episodio si vede Skyler fumare una sigaretta, nonostante la sua gravidanza.
- Guest star: Tess Harper (Mrs. Pinkman), Michael Bofshever (Adam Pinkman), Dan Desmond (Mr. Gardiner), Tom Kiesche (Clovis).
- Altri interpreti: Drew Waters (Paul Tyree), Shauna McLean (Sara Tyree), Liam Ruggles (Henry Tyree), Caleb Jones (Louis Corbett), Argos MacCallum (Wino).

## Una pistola per Jesse
- Titolo originale: Breakage
- Diretto da: Johan Renck
- Scritto da: Moira Walley-Beckett

### Trama
Walt conclude il primo ciclo di chemioterapia e inizia a sentirsi meglio, ma si trova a dover affrontare spese mediche per decine di migliaia di dollari, comprese quelle per il ricovero dopo la sua "amnesia", finendo tutti i soldi. Intanto Hank riferisce al suo boss che nessuno ha ancora preso il posto di Tuco nel mercato della droga, anche se si sente parlare di un certo Heisenberg, e non si sa se questi sia un personaggio reale o una leggenda metropolitana; per le sue qualità Hank riceve una promozione e un trasferimento ad El Paso, dove farà parte della squadra speciale di frontiera. Nonostante ciò viene assalito da un attacco di panico, conseguenza dello scontro a fuoco con Tuco. 
Jesse, con i soldi ricevuti da Walt, ne spende una parte per pagare il proprietario del deposito e mettendosi d'accordo per far custodire il camper al prezzo di 500 dollari alla settimana. Sempre al deposito, Jesse compra un'auto e subito dopo trova una nuova casa, convincendo l'amministratrice Jane Margolis a chiudere un occhio per la compilazione dei moduli, in cui Jesse avrebbe dovuto indicare reddito e occupazione. Con Jane, che amministra la casa per conto del padre e vive di fianco, Jesse usa lo pseudonimo di Jesse Jackson. In seguito Walt e Jesse si rincontrano nel deserto per cucinare nel camper, anche se non sanno bene a chi vendere la droga. Jesse infatti, essendo ora schedato, non vuole spacciare in prima persona a fronte di un piccolo guadagno, per cui propone a Walt di prendere il posto di Tuco, creando una rete di spacciatori che permetterà loro di produrre e controllare la distribuzione evitando di esporsi: Walt è costretto ad accettare. 
Jesse quindi invita i suoi amici Combo, Badger e Skinny Pete nella sua nuova casa e li assume come spacciatori. I ragazzi cominciano quindi a vendere la meth e riescono a cavarsela, anche perché dalla morte di Tuco non c'è molta concorrenza in giro e il guadagno è facile, Skinny Pete però viene rapinato da due tossicodipendenti in un vicolo: questo sembra non andare giù a Walt, che nonostante abbia appena guadagnato 15.000 dollari, se la prende con Jesse, facendogli capire che un vero trafficante come Tuco non ci sarebbe passato sopra, mostrando un'insolita avidità e spietatezza. L'obiettivo di Walt in realtà è quello di non dare l'impressione di essere un gruppo di spacciatori deboli e quindi venir presi poco sul serio.
In un pranzo in famiglia, Marie si scusa con Skyler per la storia della tiara rubata, ricucendo i rapporti. Successivamente Walt, avendo trovato un pacchetto di sigarette che ostruiva lo scarico del water, ammonisce la moglie per aver iniziato a fumare, considerato che è in gravidanza. La donna gli conferma che è vero, ma gli fa capire anche che deve esserci sicuramente un motivo alla base (alludendo al loro rapporto turbolento). Walt arriva a casa di Jesse e gli consegna la sua pistola, invitandolo a risolvere la questione con i tossici che avevano rapinato Skinny Pete. A fine episodio, Hank, ancora in preda ai postumi della sparatoria, lancia in un fiume il copridenti d'argento di Tuco che gli era stato regalato dai colleghi come trofeo.
- Guest star: Krysten Ritter (Jane Margolis), Matt L. Jones (Badger), Steven Michael Quezada (Steven Gomez), Michael Shamus Wiles (Agente George Merkert), Dale Dickey (Mrs. Schizzo), David Ury (Schizzo), Tom Kiesche (Clovis).
- Altri interpreti: Charles Baker (Skinny Pete), Rodney Rush (Combo), David House (Dr. Delcavoli), Judith Rane (M. Hansen), Lawrence Warnado (Agente amichevole).

## Una lezione indimenticabile
- Titolo originale: Peekaboo
- Diretto da: Peter Medak
- Scritto da: J. Roberts, Vince Gilligan

### Trama
Skinny Pete riferisce a Jesse l'indirizzo e il nome del rapinatore, ovvero Spooge: Jesse prende la pistola datagli da Walt e si presenta a casa di Spooge e sua moglie per dare loro una lezione. I due non sono a casa, quindi Jesse rompe il vetro di una finestra ed entra dentro, trovandosi in un ambiente degradato, pieno di immondizia, panni sporchi e oggetti vari a pezzi. Decide quindi di aspettare i tossici, ma a sorpresa scopre che c'è un bambino, silenzioso quanto visibilmente trascurato dai genitori. Per ingannare l'attesa Jesse sfama il bambino con quello che trova in casa e sembra essere toccato dalla sua condizione difficile. Dopo un po' arrivano i genitori del ragazzino, che Jesse prende prontamente in ostaggio.
Nel frattempo, Walt riprende il lavoro al liceo e le persone intorno a lui sono entusiasti del suo ritorno. Mentre è a scuola, Skyler riceve una chiamata di Gretchen Schwartz, moglie di Elliott, alla quale Skyler pone i suoi ringraziamenti per l'aiuto economico che lei crede che la famiglia Schwartz stia dando loro (ep. Materia Grigia, prima stagione). Gretchen scende palesemente dalle nuvole e, nel pomeriggio, va a trovare Skyler. Al ritorno di Walt e Walter Jr (che si fa chiamare Flynn dai suoi amici), Gretchen con una scusa scappa: Walt la raggiunge alla macchina per prometterle di spiegarle tutto, ma lei va via stizzita senza dire nulla. 
Più tardi, però, Gretchen e Walt si incontrano in un ristorante per discutere della situazione che si è venuta a creare. Walt chiede di perdonarlo per averla trascinata con sé nella sua bugia, ma non vuole rivelarle il vero motivo, ragion per cui si instaura una discussione aspra che va a ricadere anche sul loro passato personale e lavorativo: Walt accusa Gretchen di averlo fatto fuori e lucrato sul suo lavoro assieme a Elliott, la donna gli ricorda che era stato lui a lasciarla senza apparente motivo quando era andato a conoscere la sua famiglia nella ricca cittadina di Newport. Dalla risposta di Walt traspare tutto il senso di inferiorità che aveva provato nel vedere il benessere e la ricchezza della famiglia di Gretchen. Quest'ultima, dopo un insulto di Walt, va via. Al ritorno a casa, Walt viene a sapere che Gretchen ha chiamato Skyler per dirle che non sono più in grado di pagare le cure di Walt. Walt conferma, dicendo che è appena stato a cena con Gretchen ed Elliott, i quali gli hanno riferito di essere incappati in seri problemi economici. Skyler è evidentemente sconvolta da questa notizia, ma Walt le assicura di riuscire a cavarsela, mantenendo sempre il suo segreto.  
Jesse minaccia di morte i due tossici nel caso in cui non gli dovessero restituire i soldi o la merce rubata. I due ammettono di avere consumato parte della merce e perso il resto. Jesse, cercando di mostrarsi spietato, intima ai due di farsi dare tutto ciò che hanno addosso, ma riesce a ricavarne pochissimi grammi di droga. Spooge, però, porta Jesse in cortile, dove gli mostra un bancomat appena rubato da un minimarket (con annesso omicidio), che si spera contenere molto denaro. Tuttavia né Spooge né Jesse riescono ad aprire la cassaforte a martellate; inoltre approfittando di un momento di distrazione, la moglie di Spooge colpisce Jesse alla testa, mettendolo fuori gioco. 
Spooge, con Jesse svenuto, cerca di aprire la cassaforte dal basso con un trapano, ma la moglie, sotto gli effetti della droga e irritata per i continui battibecchi con il marito, gli fa cadere il pesantissimo ATM sulla testa, schiacciandogliela. Jesse, ripresosi, vede la scena e resta sconvolto; riesce a prendere la sua pistola dal pantalone di Spooge e proprio allora la cassaforte, sollecitata dai colpi dati in precedenza, si apre. Jesse, con Spooge morto e sua moglie praticamente esanime per via della droga, gira per la casa per togliere le sue impronte digitali da qualunque oggetto che ha toccato, e raccoglie tutti i soldi dal bancomat. Chiama poi il 911 e fa uscire dalla casa il figlio dei due, al fine di evitargli la scena che è all'interno, augurandogli poi una buona fortuna per il futuro. 
- Guest star: Jessica Hecht (Gretchen Schwartz), Dale Dickey (Mrs. Spooge), David Ury (Spooge), Carmen Serano (Preside Carmen Molina).
- Altri interpreti: Charles Baker (Skinny Pete), Dylan & Brandon Carr (Bambino), Cocoa Brown (Postina), Andrew Lutheran (Jeffrey).

## Nero e azzurro
- Titolo originale: Negro y Azul
- Diretto da: Félix Alcalá
- Scritto da: John Shiban

### Trama
Jesse è irrintracciabile da quando è andato a casa di Spooge, quindi Walt va a casa del ragazzo: quest'ultimo lo accoglie, confessandogli che lo stava evitando in quanto troppo scosso dalla morte di Spooge, e che quindi aveva bisogno di riprendersi. Sentendo che Spooge è morto, Walt crede che sia stato Jesse a ucciderlo, per cui si arrabbia dicendogli che la pistola gli sarebbe dovuta servire solo a scopo intimidatorio. Tuttavia Jesse risolve l'equivoco raccontando i dettagli dell'accaduto. Essendo Jesse ancora scosso, Walt decide di sostituirlo, e incontra Badger, Skinny e Combo per dargli la roba da spacciare. Dai tre ragazzi Walt viene a sapere che si dice in giro che sia stato Jesse ad uccidere Spooge, per cui ora tutti pagano senza batter ciglio e il ragazzo è temuto e rispettato, anche se a sua insaputa. 
Skyler, considerati i problemi economici della famiglia, cerca lavoro presso la ditta di costruzioni Beneke, dove lavorava fino a 4 anni prima. Chiede ed ottiene di incontrare il proprietario dell'azienda, Ted Beneke, il quale la conosce molto bene e con il quale sembra avere un rapporto molto confidenziale. Infatti Beneke le offre un posto come ragioniera, così come prima. Skyler è contenta per il suo nuovo lavoro e, quando lo riferisce a Marie, quest'ultima le ricorda che Ted Beneke tempo prima aveva cercato di molestarla ad una festa, ma la donna sembra minimizzare l'accaduto dicendo che Ted era ubriaco, che era successo solo una volta e che non ricapiterà perché lui è sposato e con figli.
Data la nuova fama di Jesse, Walt trova il pretesto per espandere il mercato, puntando a nuovi territori: il socio è riluttante nel mandare i suoi spacciatori in altri territori, ma alla fine si convince. Ad ogni modo, Jesse inizia a legare con Jane, la quale scopre che il vero cognome del ragazzo è Pinkman e che gode di una certa reputazione. Intanto Hank inizia a lavorare a El Paso, dove non riscontra la simpatia dei colleghi, che lo considerano un "poliziotto di città" raccomandato, molto sopravvalutato dal comando di Albuquerque. Nella sua permanenza nel Texas ha subito modo di avere a che fare con un cartello messicano andando a parlare con Tortuga, un informatore della DEA, che deve aiutarli in un'operazione oltreconfine. 
Successivamente, la DEA aspetta che Tortuga incontri qualcuno di importante nel deserto, ma arrivati sul posto scoprono che l'informatore è stato scoperto e decapitato e la sua testa è stata messa su una tartaruga con scritto "Hola DEA". Hank sembra essere impressionato dalla scena e scappa nauseato alla sua auto, tra le risate dei suoi nuovi colleghi, evidentemente abituati a questo tipo di spettacolo. Proprio allora la tartaruga esplode, uccidendo uno di loro e ferendo gravemente altri tre, lasciando illeso Hank che si era appunto allontanato.
Anche Walt è perplesso per il nuovo lavoro della moglie, e le ricorda che lei si era licenziata per via dei pericolosi fumi di saldatura che si sprigionavano in azienda, cosa che sarebbe pericolosa anche per la bambina che porta in grembo, ma anche questa volta la donna minimizza dicendogli che non c'è più alcun pericolo per la salute. Nel suo primo giorno di lavoro, le si presenta Ted che le confessa di aver divorziato dalla moglie e che quindi qualche volta desidererebbe portare Skyler a pranzo fuori: la donna sembra essere interdetta. Jesse informa i suoi amici dei nuovi piani di espansione, e subito dopo Walt gli dice anche di alzare i prezzi. Alla fine dell'episodio Jesse confessa a Jane il suo vero cognome e le dice che Walt non è suo padre, invitandola poi in casa sua per mostrarle la sua nuova tv; mentre i due attendono che l'apparecchio registri il segnale, la ragazza lo prende per mano. 
- Special guest star: Danny Trejo (Tortuga).
- Guest star: Krysten Ritter (Jane Margolis), Matt L. Jones (Badger), Christopher Cousins (Ted Beneke).
- Altri interpreti: Charles Baker (Skinny Pete), Rodney Rush (Combo), J.D. Garfield (Vanco), Todd Terry (Agente Austin Ramey), Jonathan Ragsdale (Barry), Catherine Haun (Margaret), John Christopher Hicks (Motociclista), Gabriel Berrelleza (Musicista 1), Martiniano Berrelleza Alvarado (Musicista 2).

## Conviene chiamare Saul
- Titolo originale: Better Call Saul
- Diretto da: Terry McDonough
- Scritto da: Peter Gould

### Trama
Badger, mentre è seduto su una panchina, viene avvicinato da un ragazzo in cerca di metanfetamina. Badger sospetta che il ragazzo sia un poliziotto e quindi nega di essere uno spacciatore: il ragazzo gli prova a più riprese di non essere un agente e Badger si convince così a vendergli una bustina. Il presunto tossicodipendente è però realmente un agente, che subito dopo aver ricevuto la merce arresta lo spacciatore.
Jesse e Jane diventano più intimi: dopo un rapporto sessuale, Jesse propone alla ragazza di fumare della marijuana, ma lei gli confessa di essere in recupero da ben 18 mesi. Hank, scosso dalla storia di Tortuga, è stato rimandato ad Albuquerque ed è chiuso in camera da letto: Marie chiede aiuto ai White, e Walt si reca a casa di Hank. Walt racconta a Hank di come la sua diagnosi del cancro lo abbia aiutato a superare le sue paure insensate, e lo incoraggia a fare lo stesso, affrontare il mondo reale e tornare al lavoro. Intanto Walt e Jesse continuano a fare grandi profitti e si dividono ben 90.000 dollari, ma vengono a sapere dell'arresto di Badger.
Hank torna al suo vecchio impiego anche se ha comunque degli attacchi di panico, ma cerca di non farlo notare ai suoi colleghi, mostrandosi disinvolto e giocherellone come sempre; più tardi lui e Gomez decidono di andare ad interrogare Badger, arrestato dalla polizia. Badger sceglie come suo difensore un avvocato stravagante e all'apparenza buffo di nome Saul Goodman, che si pubblicizza assiduamente in TV e per le strade con il suo slogan "Better call Saul!". Jesse assicura a Walt che Goodman è un ottimo avvocato, capace di salvare molti delinquenti da situazioni critiche, e che usa modi non proprio legali. Walt va a trovare l'avvocato fingendosi lo zio di Badger, ma scopre che Saul ha come piano quello di garantire la libertà del ragazzo mediante la sua collaborazione con la DEA a proposito di Heisenberg. Palesemente allarmato da questa notizia, Walt cerca di distogliere l'avvocato da questa pista, ma Goodman sembra non capire così tanto accanimento nel voler evitare che Badger spifferi tutto sul suo gruppo in cambio della libertà. A quel punto Walt offre 10.000 dollari, ma Saul rifiuta.
Walt e Jesse decidono così di fingersi scagnozzi di Heisenberg e di rapire Goodman, portandolo nel deserto e intimandogli di trovare una soluzione utile sia a Badger per evitare il carcere e sia a loro per tenere salva la propria identità. Walt però si tradisce con la sua inconfondibile tosse e l'avvocato così capisce che Badger è un loro "dipendente". In prima battuta, Saul suggerisce ai due che la soluzione migliore è quella di uccidere il ragazzo, ma Jesse si oppone fermamente. L'avvocato fa notare loro, però, che se Badger dovrà essere scarcerato senza incastrare Heisenberg, qualcuno dovrà pur andare in prigione. Qualche giorno dopo, Hank e Gomez, in qualità di agenti della DEA, chiedono a Badger del suo fornitore: il ragazzo descrive il capo come un uomo tra i 50 e i 70 anni, calvo e di altezza media, che si fa chiamare Heisenberg. In realtà non è la descrizione di Walt, bensì di James Kilkelly, un pluripregiudicato che è solito andare in prigione al posto degli altri dietro compenso, ed è ben conosciuto da Saul Goodman. In questo modo Badger uscirà pulito e la DEA arresterà un falso Heisenberg, ciò però costa a Walt e Jesse ben 80.000 dollari, tra la parcella di Saul e quella di Kilkelly. 
Badger deve quindi incastrare il suo fornitore per conto della DEA e si posiziona su una panchina ad aspettarlo, con gli agenti che lo osservano nei paraggi. Ironia della sorte gli si siede a fianco un uomo ugualmente calvo e Badger, che non conosce il volto di Kilkelly, insiste per cominciare la messinscena con l'ignaro uomo, mentre il vero Kilkelly arriva sulla panchina accanto. Walt e Jesse, anche loro nelle vicinanze per controllare che tutto fili liscio, mettono in atto un diversivo per rimediare all'equivoco: mentre Walt tiene impegnato il cognato Hank, che è nell'auto della DEA, ostruendogli la visuale, Jesse si avvicina alle panchine per dire a Badger che sta sbagliando persona. Non appena Badger si avvicina a Kilkelly e finge lo scambio, la polizia interviene e l'uomo viene arrestato. Stranamente, nella gioia generale, Hank non è contento, anzi sembra essere pensieroso.
Nel finale di puntata Saul, che aveva indagato su Walt, si reca nel liceo in cui questi insegna, e gli propone di essere ciò che Tom Hagen è stato per don Vito Corleone, cioè diventare il suo consigliere di fiducia, dal momento che, per sua esperienza, sa che Badger è il primo di una lunga serie di arresti in un'attività del genere. Tuttavia ridimensiona il paragone dicendo che Walt al momento gli sembra Fredo Corleone, ma che ha comunque grandi potenzialità. Walt, rimasto spiazzato, guarda uscire quello che sembrava essere solo uno squallido avvocato di periferia.
- Guest star: Bob Odenkirk (Saul Goodman), DJ Qualls (Getz), Krysten Ritter (Jane Margolis), Matt L. Jones (Badger), Steven Michael Quezada (Steven Gomez).
- Altri interpreti: Tina Parker (Francesca Liddy), Jimmy Daniels (James Edward Kilkelly), Shenoah Allen (Attore nello spot di Saul 1), Drew Pollock (Attore nello spot di Saul 2), Casey Cerutti (Poliziotta sexy nello spot di Saul).
- Nota: quando Walter e Jesse portano Saul nel deserto, l'avvocato, intimorito, teme che i due siano stati inviati da un certo "Lalo" e, per essere liberato, dice che è tutta colpa di "Ignacio", ribadendo di essere "amico del cartello". La premessa della successiva serie spin-off Better Call Saul è stata costruita in buona parte su questa frase: in essa si ritrovano sia Lalo che Ignacio "Nacho" Varga, personaggi a cui faceva riferimento l'avvocato nell'episodio in questione e che risulteranno fondamentali nelle vicende di Saul.

## 4 giorni fuori
- Titolo originale: 4 Days Out
- Diretto da: Michelle MacLaren
- Scritto da: Sam Catlin

### Trama
Walt si reca al centro oncologico a fare una TAC per controllare lo stato della sua malattia. Gli esiti degli esami non sono subito pronti, ma riesce a dare un'occhiata di nascosto alla sua TAC e vede una grossa macchia sul polmone, capendo così di non avere più speranze. 
Considerati i conti che ha fatto con Saul, Walt si rende conto di essere rimasto con pochi soldi da lasciare alla sua famiglia, per cui è il momento di tornare a cucinare. Jesse, che aveva preso impegni con Jane per una mostra di Georgia O'Keeffe, si vede costretto a seguire il suo ex professore per 4 giorni nel deserto per preparare quanta più metanfetamina possibile in una sola sessione di lavoro; Walt nasconde il vero motivo di così tanta fretta a Jesse, con la scusa di un repentino decadimento di qualità della metilammina rubata, e giustifica la sua assenza alla moglie dicendole che andrà a trovare sua madre, che non vede da tempo, per informarla del cancro e chiederle dei soldi.
Walt e Jesse arrivano nel deserto e iniziano la frenetica preparazione della droga: dopo due giorni di produzione ininterrotta i due sono già arrivati a produrre 19 pacchi di meth, equivalenti a circa 672.000$ netti a testa. Walt ha intenzione di finire tutto il barile di metilammina, mentre Jesse lo convince ad andare in un motel per riposarsi, ma l'entusiasmo dei due viene stroncato dalla batteria scarica del camper: Jesse aveva lasciato la chiave girata nell'accensione, attivando il quadro elettrico per due giorni. I due cercano di riattivare la batteria usando il generatore portatile del laboratorio, ma questi si incendia: Jesse aveva lasciato finire del carburante nella presa d'aria, ed anziché prendere l'estintore d'istinto usa l'unico barile d'acqua potabile che avevano portato: i due rimangono all'asciutto nel deserto, lontanissimi da qualunque punto di riferimento. 
Walt, fino ad allora restio a causa della paura che Skyler controllasse le sue telefonate, si decide a prestare il proprio cellulare a Jesse per farsi venire a prendere da Skinny Pete, il quale però si perde. La mattina dopo, Walt pensa di sfruttare la puleggia del generatore per ricaricare la batteria del camper, il quale sembra rimettersi in moto, spegnendosi però poco dopo. I due cadono in preda alla disperazione e, intanto, le condizioni di Walt peggiorano con frequenti attacchi di tosse ed emottisi, cosa che fa capire a Jesse che l'urgenza di fare soldi non dipendeva dalla metilammina. Mentre Jesse parla a vanvera, a Walt viene un'idea: grazie alle sue conoscenze di chimica, con i materiali a disposizione Walt riesce a costruire ben sei celle galvaniche, riuscendo finalmente ad accendere il camper.
Jesse riaccompagna Walt all'aeroporto, dove sarebbe dovuto andarlo a prendere la moglie, e gli promette, alla sua morte, di preoccuparsi in prima persona di dare la parte spettante alla famiglia White, al 50 e 50 da buoni soci. Walt dopo un po' si reca con la famiglia al centro oncologico per ottenere i risultati della TAC, scoprendo inaspettatamente che in realtà il carcinoma è in remissione e si è ridotto addirittura dell'80%. La tosse frequente e l'emottisi sono infatti dovuti a un effetto collaterale della chemioterapia, che gli ha causato una polmonite da radiazioni (questa era la macchia che Walt aveva scorto sul referto). Ad ogni modo, la polmonite non è nulla rispetto al cancro ai polmoni, così lui e la sua famiglia sono felici e commossi. Dopo la gioia iniziale, Walt però ha un violento scoppio d'ira nel bagno del centro oncologico.
- Guest star: Bob Odenkirk (Saul Goodman), Krysten Ritter (Jane Margolis).
- Altri interpreti: David House (Dr. Delcavoli), Jeff Fenter (Ragazzo dell'orinatoio), Marcus M. Mauldin (Tecnico).

## Game Over
- Titolo originale: Over
- Diretto da: Phil Abraham
- Scritto da: Moira Walley-Beckett

### Trama
Nel prologo in bianco e nero, l'orsacchiotto rosa e gli altri oggetti vengono portati via dal giardino di casa White. Di fronte l'abitazione, invece, si vedono la macchina di Walt con tutti i vetri in frantumi e due corpi chiusi in buste che giacciono sul vialetto.
Walt si incontra con Jesse, rivela al ragazzo il suo miglioramento e gli dice che, dopo aver venduto tutta la metanfetamina prodotta, dovranno mettere fine al proprio traffico. In generale Walt però non sembra molto contento. Skyler decide di organizzare una festa per festeggiare e ringraziare tutti gli amici per il loro supporto: durante la festa Walt è al tavolo col figlio e con Hank, che inizia a parlare delle sue imprese alla DEA, mentre Walt riempie i bicchieri con della tequila e ne versa un po' anche al figlio. Al terzo giro, l'agente è contrariato e se la prende con Walt, requisendogli la bottiglia. Mentre i due cognati litigano, Walter Jr. vomita nella piscina. La festa sembra essere decisamente rovinata e Walt, una volta ripresosi, sembra imbarazzato per il suo comportamento.
Jesse nel frattempo conosce meglio Jane: ma un giorno il padre di lei, Donald, arriva a farle visita e Jesse esce di casa per conoscerlo, incontrando però l'ostilità di lui e la freddezza di lei. Parlando di questo episodio con Jane, questa gli riferisce che è meglio per lui se faranno finta di non conoscersi, considerata la severità del padre. Jesse sembra comunque abbastanza deluso dal comportamento della ragazza, la quale si scuserà con un suo disegno.
A casa White, intanto, lo scaldabagno riprende a non funzionare, per cui Walt decide di comprarne uno nuovo. Arrivato al negozio, Walt decide di non porsi problemi di denaro e compra direttamente una caldaia. Successivamente, dopo averla montata, incontra Walter Jr che lo aiuta a provarla. Il figlio approfitta di questo momento per scusarsi per aver vomitato nella piscina, ma il padre gli pone scuse più concrete per quanto riguarda il suo comportamento durante la festa. Nei giorni seguenti si vede Walt che è intento a sostituire il legno marcio del pavimento sotto la caldaia e pulire il seminterrato dalla muffa e dalla sporcizia, senza apparente motivo. 
Skyler, sul lavoro, confessa a Ted Beneke la malattia di Walt, mostrandosi felice per la guarigione temporanea del marito. Tuttavia dopo un po' di tempo, una sera, scoppia in lacrime dinanzi al suo superiore, confessandogli che le sue paure sono ancora vive e che non riesce ancora a raggiungere la luce in fondo al tunnel. Ted cerca di tranquillizzare Skyler tenendole anche la mano, attenzione che Skyler non rifiuta e che, anzi, sembra gradire.
Recatosi nuovamente al supermercato per comprare del diluente, Walt incontra un ragazzo il cui carrello è pieno di materiale per preparare la meth: Walt gli dà suggerimenti su come trovare il fosforo rosso e su come non destare sospetti durante la spesa: spiazzato, il ragazzo si allontana. Walt continua la sua spesa, ma improvvisamente esce dal negozio e si reca verso lo stesso ragazzo che sta discutendo con un suo socio. Quest'ultimo si avvicina a Walt con aria incuriosita, ma il chimico, dopo averlo squadrato con fare minaccioso, gli intima di restare fuori dal suo territorio e i due vanno via spaventati. La scena è accompagnata dalla canzone DLZ dei Tv on the radio ("stay out of my territory").
- Guest star: Krysten Ritter (Jane Margolis), Christopher Cousins (Ted Beneke), John de Lancie (Donald Margolis), Steven Michael Quezada (Steven Gomez), Carmen Serano (Preside Carmen Molina).
- Altri interpreti: Carl Savering (Bob), Shannon McCormick (Tweaky Dude), KA Beesler (Thug Buddy).

## Mandala
- Titolo originale: Mandala
- Diretto da: Adam Bernstein
- Scritto da: George Mastras

### Trama
Combo, uno degli spacciatori di Walt e Jesse, mentre spaccia in un altro territorio viene ucciso da una gang rivale per mano di un bambino. 
Jesse a questo punto, scosso dalla perdita dell'amico, prende a fumare cristalli. Walt e Jesse, ad ogni modo, si trovano senza spacciatori, dal momento che Badger è scappato a Fresno (California), Combo è morto e Skinny Pete si ritira. Skinny dichiara inoltre a Jesse che la moglie di Schizzo ha confessato e quindi tutta la sua reputazione di killer spietato è caduta. Nel frattempo Walt apprende che ha bisogno di una costosissima lobectomia, la quale potrebbe risolvere i suoi problemi di salute.
Considerato che hanno ben 19 kg di metanfetamina da smaltire, i due soci cercano una soluzione e si rivolgono al loro consigliere Saul. Questi propone loro di mettersi in affari con "l'uomo perfetto", un distributore serio e onesto, che lavora in modo diverso da Tuco, considerato uno psicopatico. L'avvocato però conosce questo nuovo distributore per mezzo di intermediari, per cui non sa dare nome e descrizione dell'uomo. L'incontro è fissato in una filiale de Los Pollos Hermanos, un fast food: Walt si presenta puntuale all'appuntamento, mentre Jesse arriva in ritardo e sotto effetto di droghe. I due non vengono avvicinati da nessuno, se non da quello che sembra essere un manager del fast food, un uomo di colore con gli occhiali. Jesse si spazientisce subito e va via, mentre Walt aspetta ancora, senza esito. Uscito dal locale, il chimico si dirige allo studio medico dove sua moglie si sta sottoponendo a visita ginecologica, e scopre che il liquido amniotico è in diminuzione per cui si rende necessario programmare un parto cesareo per la settimana successiva.
Tornato a casa, Jesse scopre che Jane è caduta nuovamente nella spirale della droga. La ragazza fa addirittura provare a Jesse dell'eroina. Nel frattempo, alla Beneke si festeggia il compleanno di Ted, e lui chiede a Skyler di dedicargli un'imitazione molto sensuale di Marilyn Monroe, presumibilmente come già faceva anni prima. Tuttavia, dopo un po', la donna scopre delle entrate non registrate per oltre 1 milione di dollari, e, quando lo fa notare a Ted, questi non nasconde le sue azioni, giustificando il tutto con la necessità di pagare dei debiti lasciati dal padre. Skyler, considerata la confidenzialità che ha con Ted, decide di non denunciarlo, ma amareggiata gli dichiara che non vuole essere parte delle sue losche azioni.
Walt chiama Saul per rinfacciargli il fatto che il suo uomo non si è presentato all'appuntamento. Saul, da parte sua, dice che in realtà l'uomo era nel locale e che ha valutato attentamente i modi di agire di Walt e Jesse, non sembrandone contento, e che quindi non è più interessato all'affare. Walt vuole un'altra possibilità, per cui si reca nuovamente nel locale di prima, dove si trattiene fino a tarda serata. Quando il locale è ormai vuoto, avvicina il manager, ovvero l'uomo di colore che gli aveva rivolto la parola la volta precedente. Sebbene questi voglia negare inizialmente, dopo un po' ammette a Walt di essere lui la persona con la quale voleva parlare, ma che non ha avuto e non ha intenzione di trattare con loro per via di Jesse, che gli era sembrato svogliato e tossicodipendente, quindi inaffidabile. Walt, ad ogni modo, convince l'uomo. 
Dopo le lezioni al liceo, infatti, Walt riceve un SMS con scritto "POLLOS", per cui si reca a Los Pollos Hermanos, ma non trova più il suo uomo. Chiede di lui ad una dipendente e scopre che questi si chiama Gustavo e che in realtà è il proprietario della catena di fast food. Scoraggiato, Walt sta per uscire, quando viene fermato da un ragazzo ispanico, il quale gli riferisce il punto preciso in cui lasciare il carico, aggiungendo che ha massimo un'ora di tempo. Walt quindi cerca di chiamare Jesse per avere la roba, ma non risponde al cellulare, allora va a casa sua, ma non apre nessuno. Il professore decide di sfondare la porta, scoprendo Jesse completamente drogato, da cui riesce a farsi dire dove ha nascosto la merce. Mentre Walt prende la meth che Jesse aveva nascosto sotto il lavandino della cucina, l'uomo riceve un SMS da Skyler che lo informa dell'imminente nascita della bambina.
- Guest star: Bob Odenkirk (Saul Goodman), Giancarlo Esposito (Gustavo Fring), Krysten Ritter (Jane Margolis), Christopher Cousins (Ted Beneke), Sam McMurray (Dr. Victor Bravenec).
- Altri interpreti: Charles Baker (Skinny Pete), Rodney Rush (Combo), David House (Dr. Delcavoli), Angelo Martinez (Tomás Cantillo), Mike Seal (Spacciatore rivale 1), Antonio Leyba (Spacciatore rivale 2), Reis Myers-McCormick (Ostetrica), Erin Miller-Gibbs (Jill), Ashley Kajiki (Cynthia), Jeremiah Bitsui (Victor), Maggie Fine (Dipendente della Beneke Fabricators 1), Kate Schroeder (Dipendente della Beneke Fabricators 2).
- Non accreditati: John Augustini  (Tim).
- Curiosità: Mandala in sanscrito vuol dire cerchio della vita, rappresentato dalla morte di Combo all'inizio della puntata e dai segnali premonitori della nascita di Holly alla fine.

## Phoenix
- Titolo originale: Phoenix
- Diretto da: Colin Bucksey
- Scritto da: John Shiban

### Trama
Walt riesce ad effettuare in tempo lo scambio di droga. Così facendo, però, non è presente durante la nascita di sua figlia Holly: con la scusa del traffico riesce a raggiungere in ritardo la moglie in ospedale, scoprendo che è stata accompagnata lì da Ted Beneke. Jesse, non ricordando nulla di ciò che è successo, rinviene dall'effetto dell'eroina e scopre che è sparita la metanfetamina da casa sua: in preda al panico, pensando a un furto, chiama Walt per dirgli che è sparita la roba, ma il chimico non può far altro che attaccargli il telefono, rassegnato dalla condizione disperata in cui si trova il ragazzo. Quando Jesse ascolta la segreteria telefonica, scoprendo la verità, si reca al liceo di Walt per chiedere al professore di avere la metà dei soldi dell'affare: Walt però rifiuta di dare la sua parte a Jesse per non peggiorare la sua tossicodipendenza, promettendogli comunque di elargirgliela non appena si mostrerà sobrio. Il ragazzo va in escandescenza e lo aggredisce. Tornato a casa, poi, trova Jane, con cui si lamenta del comportamento di Walt e le dice della grande somma di denaro che gli spetta.  
Nel tentativo di raccogliere fondi per l'imminente operazione di Walt, intanto, Walter White Jr. realizza un sito web per raccogliere donazioni. Saul suggerisce a Walt di sfruttare questa occasione per fingere che i soldi guadagnati da Walt con lo spaccio sembrino pervenuti attraverso piccoli e anonimi donatori, e per fare ciò Saul si serve di un abilissimo hacker che conosce da tempo.
Il padre di Jane, che la sta accompagnando alla riabilitazione, un giorno, vedendo che la figlia non risponde al telefono, si fa trovare davanti a casa sua. Quando la chiama per l'ennesima volta, la ragazza esce di casa per andare alla macchina, ma il padre nota che Jane non è uscita da casa sua, ma da quella di Jesse. Irrompe così nella casa del ragazzo, scoprendo la relazione tra sua figlia e Jesse, e soprattutto il loro uso di eroina; minaccia quindi di sfrattare Jesse e di segnalare i due alla polizia per l'uso di droga, ma Jane riesce a convincerlo a non farlo, promettendogli che il giorno dopo sarebbe tornata in riabilitazione.
Subito dopo, Jane manipola Jesse, dicendogli che per essere indipendenti hanno bisogno di molto denaro: si fa raccontare tutto sulla doppia vita di Walt e minaccia il professore di denunciarlo e di sbatterlo sui giornali, nel caso in cui non dovesse dare la parte dei soldi a Jesse.
Walt cede al ricatto di Jane, e va a consegnare i soldi a Jesse, con grande rassegnazione. Jesse e Jane, vedendo la grandissima somma di denaro di cui ora dispongono, iniziano a fare tanti progetti per il loro futuro, come quello di andare in Nuova Zelanda, piuttosto che spenderli in droga. Tuttavia, una volta entrati nella stanza da letto, alla vista dell'eroina cedono di nuovo e riprendono a drogarsi. Walt, che intanto ha nascosto il suo denaro nel locale della lavanderia, con la scusa di comprare i pannolini per Holly esce di casa verso sera. In realtà va in un pub a bere, dove incontra, casualmente, il padre di Jane, con cui finisce per parlare dell'educazione dei figli. Dopo la conversazione, mosso da un senso paterno, si reca di nuovo da Jesse per parlargli. Entrato in casa, però, vede che Jesse non riesce a svegliarsi, troppo fatto di eroina. Walt continua a cercare di svegliare il ragazzo, e nel farlo sposta Jane, che è nel letto con lui, sulla schiena, dando origine ad una crisi di vomito nel sonno per overdose: Walt fa per soccorrerla ma cambia subito idea e si ferma, lasciandola morire soffocata per poi scoppiare in lacrime.
- Guest star: Bob Odenkirk (Saul Goodman), Krysten Ritter (Jane Margolis), Christopher Cousins (Ted Beneke), John de Lancie (Donald Margolis).
- Altri interpreti: Tomas Potts (Motociclista tatuato), Cydne Schulte (Donna tatuata), Tony Whitecrow (Tossicodipendente), Wendy Scott (Infermiera), Erik J. Bockemeier (NA Sponsor).

## Albuquerque
- Titolo originale: ABQ
- Diretto da: Adam Bernstein
- Scritto da: Vince Gilligan

### Trama
Riprendono le scene in bianco e nero: gli oggetti raccolti a casa White vengono caricati in un furgone dell'NTSB. L'inquadratura si allarga, rivelando operatori di emergenza al lavoro non solo nei pressi di casa di Walter, ma in tutta la città, sorvolata da elicotteri e con due colonne di fumo che si alzano da terra.
Jesse si sveglia dal suo sonno e scopre Jane morta, quindi contatta Walt sconvolto. Walt contatta Saul che manda il suo investigatore privato, Mike Ehrmantraut, ad eliminare le tracce dell'uso di droga dalla casa, per evitare un coinvolgimento di Jesse nella morte della ragazza. Successivamente, Jesse si rifugia in un covo di drogati nei bassifondi cittadini, ma Walt e Mike lo mettono in salvo dal vortice di auto-distruzione, portandolo in un centro di riabilitazione. Nel frattempo, i fondi di Walt confluiscono nel sito di Walter White Jr, che attrae l'attenzione dei media.
Walt, poco prima di sottoporsi all'operazione ai polmoni, mentre è sotto l'effetto anestetico riferisce accidentalmente a Skyler il possesso di due cellulari. L'operazione comunque va bene: dopo un mese Walt è completamente ristabilito e apprende dal suo dottore che può tornare alla vita di prima. Tornati a casa, però, Skyler informa Walt di aver investigato a fondo e scoperto tutte le sue menzogne, per esempio che Walt non ha ricevuto un solo dollaro da Gretchen ed Elliot ma aveva pagato comunque le sue costosissime cure mediche, oppure che non era andato a trovare la madre ma era "sparito" per quattro giorni. Skyler decide così di lasciare Walt, lasciandogli la casa per qualche giorno per dargli il tempo per prendere le sue cose e andarsene.  
Il padre di Jane, un controllore di volo, torna al lavoro ma è distratto dalla morte della figlia e causa una collisione a mezz'aria tra due aerei sopra Albuquerque. I detriti cadono sulla città e sulla casa di Walt: uno di questi è l'orsacchiotto rosa.
- Guest star: Jonathan Banks (Mike Ehrmantraut), Giancarlo Esposito (Gustavo Fring), Krysten Ritter (Jane Margolis), John De Lancie (Donald Margolis), Steven Michael Quezada (Steven Gomez), Sam McMurray (Dr. Victor Bravenec), Michael Shamus Wiles (Agente George Merkert).
- Altri interpreti: David House (Dr. Delcavoli), Philip Howell (Addetto OMI), Juliet Lopez (Ufficiale OMI), Kieran Sequoia (Reporter), Ravennah Fahey (Infermiera), Richard Williams (Andrew Kaufman), Daniel Halleck (Paul Canterna), Richard Christie (Stew).